# Bradypodion damaranum
Bradypodion damaranum (книсненський карликовий хамелеон) — вид ігуаноподібних ящірок родини хамелеонових (Chamaeleonidae). Ендемік Південно-Африканської Республіки.

## Поширення і екологія
Книсненські карликові хамелеони мешкають на південних схилах гір Утеніква і Ціцікамма. Вони живуть в прибережних афропомірних лісах, переважно в кронах дерев, однак також на невисоких деревах і кущах, трапляються у садах в передмістях Книсни.